# GSC3982-4172
GSC3982-4172 — хімічно пекулярна зоря спектрального класу A3, що має видиму зоряну величину в смузі V приблизно 10,8.